# Icatibanto
Icatibanto é um fármaco antagonista dos receptores B2 da bradicinina. Aprovado em maio de 2010 no Brasil para tratamento do angioedema hereditário.